# Alessandria Unione Sportiva 1965-1966
Questa pagina raccoglie le informazioni riguardanti l'Alessandria Unione Sportiva nelle competizioni ufficiali della stagione 1965-1966.

## Stagione
Nella stagione 1965-1966 l'Alessandria Unione Sportiva disputò il diciannovesimo campionato di Serie B della sua storia.

## Divise
| 1ª divisa | 2ª divisa |

## Organigramma societario
Area direttiva
- Commissario straordinario: Gino Testa
- Vicecommissario: Remo Sacco
- Collaboratori: Luigi Armano, Attilio Venturino

Area tecnica
- Direttore tecnico: Gino Armano
- Allenatori: Federico Allasio fino al 7 ottobre, poi dal 12 ottobre Aristide Coscia, infine dal 22 gennaio László Székely

Area sanitaria
- Medico sociale: Luigi Mazza
- Massaggiatore: Felice Canevari

## Rosa
| N. |                   | Ruolo | Calciatore             |
| -- | ----------------- | ----- | ---------------------- |
|    | Italia (bandiera) | P     | Ariodante Centini      |
|    | Italia (bandiera) | P     | Natale Nobili          |
|    | Italia (bandiera) | D     | Mario Bonfanti         |
|    | Italia (bandiera) | D     | Sergio Codognato       |
|    | Italia (bandiera) | D     | Gaetano Legnaro (I)    |
|    | Italia (bandiera) | D     | Ubaldo Marconato       |
|    | Italia (bandiera) | D     | Rocco Melideo          |
|    | Italia (bandiera) | D     | Alberto Rossi          |
|    | Italia (bandiera) | D     | Natale Stucchi         |
|    | Italia (bandiera) | D     | Giuseppe Trinchero     |
|    | Italia (bandiera) | C     | Giampiero Dalle Vedove |
|    | Italia (bandiera) | C     | Carlo Gori             |
|    | Italia (bandiera) | C     | Giulio Griffi          |

| N. |                   | Ruolo | Calciatore            |
| -- | ----------------- | ----- | --------------------- |
|    | Italia (bandiera) | C     | Francisco Lojacono    |
|    | Italia (bandiera) | C     | Sergio Maddè          |
|    | Italia (bandiera) | C     | Giancarlo Migliavacca |
|    | Italia (bandiera) | C     | Tullio Oldani         |
|    | Italia (bandiera) | C     | Antonio Soncini       |
|    | Italia (bandiera) | C     | Carlo Tagnin          |
|    | Italia (bandiera) | A     | Lorenzo Bettini       |
|    | Italia (bandiera) | A     | Luciano Eco           |
|    | Italia (bandiera) | A     | Carlo Di Cristofaro   |
|    | Italia (bandiera) | A     | Fernando Gorrino      |
|    | Italia (bandiera) | A     | Bruno Nicolè          |
|    | Italia (bandiera) | A     | Mario Pasquina        |
|    | Italia (bandiera) | A     | Renzo Ragonesi        |

## Risultati

### Serie B

#### Girone di andata
| Arbitro: | Canova (Bologna) |

|  |           |          |
|  | Marcatori | 67’ Ghio |

| Arbitro: | Giunti (Arezzo) |

|               |           |             |
| Brambilla 11’ | Marcatori | 60’ Bettini |

| Alessandria 19 settembre 1965 3ª giornata | Alessandria        | 0 – 0 | Catanzaro | Stadio Giuseppe Moccagatta\| Arbitro: \| Marchiori (Padova) \| |
| Arbitro:                                  | Marchiori (Padova) |       |           |                                                                |

| Arbitro: | Picasso (Chiavari) |

|            |           |              |
| Bettini 3’ | Marcatori | 27’ Ferrario |

| Arbitro: | Vitullo (Roma) |

|                 |           |                         |
| Corelli 7’, 44’ | Marcatori | 58’ Bonfanti 63’ Oldani |

| Modena 10 ottobre 1965 6ª giornata | Alessandria        | 0 – 0 | Modena | Stadio Alberto Braglia\| Arbitro: \| Possagno (Treviso) \| |
| Arbitro:                           | Possagno (Treviso) |       |        |                                                            |

| Arbitro: | D'Auria (Salerno) |

|                           |           |  |
| Baisi 27’ Lodi 54’ (rig.) | Marcatori |  |

| Trani 24 ottobre 1965 8ª giornata | Trani         | 0 – 0 | Alessandria | Stadio Comunale\| Arbitro: \| Bigi (Padova) \| |
| Arbitro:                          | Bigi (Padova) |       |             |                                                |

| Arbitro: | Camozzi (Ascoli Piceno) |

|            |           |  |
| Oldani 21’ | Marcatori |  |

| Arbitro: | Roversi (Bologna) |

|  |           |              |
|  | Marcatori | 62’ Mencacci |

| Palermo 14 novembre 1965 11ª giornata | Palermo         | 0 – 0 | Alessandria | Stadio La Favorita\| Arbitro: \| Giunti (Arezzo) \| |
| Arbitro:                              | Giunti (Arezzo) |       |             |                                                     |

| Arbitro: | Gussoni (Tradate) |

|            |           |  |
| Oldani 33’ | Marcatori |  |

| Arbitro: | Nencioni (Roma) |

|               |           |  |
| Carminati 38’ | Marcatori |  |

| Arbitro: | Schinetti (Brescia) |

|               |           |            |
| Trinchero 41’ | Marcatori | 26’ Pereni |

| Arbitro: | Picasso (Chiavari) |

|                              |           |              |
| Clerici 15’ Incerti 47’, 76’ | Marcatori | 89’ Lojacono |

| Arbitro: | Schinetti (Brescia) |

|             |           |                         |
| Calloni 35’ | Marcatori | 40’ Pasquina 65’ Nicolè |

| Arbitro: | Piantoni (Terni) |

|              |           |                   |
| Lojacono 58’ | Marcatori | 56’, 76’ Scaratti |

| Pisa 9 gennaio 1966 18ª giornata | Pisa                    | 0 – 0 | Alessandria | Stadio Arena Garibaldi\| Arbitro: \| Nobilia (Civitavecchia) \| |
| Arbitro:                         | Nobilia (Civitavecchia) |       |             |                                                                 |

| Alessandria 16 gennaio 1966 19ª giornata | Alessandria        | 0 – 0 | Pro Patria | Stadio Giuseppe Moccagatta\| Arbitro: \| Fiduccia (Marsala) \| |
| Arbitro:                                 | Fiduccia (Marsala) |       |            |                                                                |

#### Girone di ritorno
| Arbitro: | Camozzi (Ascoli Piceno) |

|               |           |  |
| Sacchella 80’ | Marcatori |  |

| Alessandria 13 febbraio 1966 21ª giornata | Alessandria       | 0 – 0 | Genoa | Stadio Giuseppe Moccagatta\| Arbitro: \| Gussoni (Tradate) \| |
| Arbitro:                                  | Gussoni (Tradate) |       |       |                                                               |

| Catanzaro 20 febbraio 1966 22ª giornata | Catanzaro          | 0 – 0 | Alessandria | Stadio Militare\| Arbitro: \| Possagno (Treviso) \| |
| Arbitro:                                | Possagno (Treviso) |       |             |                                                     |

| Arbitro: | Marengo (Chiavari) |

|                                                    |           |              |
| Santonico 13’ Ferrario 21’ Rigotto 29’ Camozzi 34’ | Marcatori | 31’ Lojacono |

| Alessandria 6 marzo 1966 24ª giornata | Alessandria   | 0 – 0 | Mantova | Stadio Giuseppe Moccagatta\| Arbitro: \| Motta (Monza) \| |
| Arbitro:                              | Motta (Monza) |       |         |                                                           |

| Arbitro: | Schinetti (Brescia) |

|                                            |           |  |
| Conti 50’, 82’ Damiano 78’ De Robertis 90’ | Marcatori |  |

| Arbitro: | Vacchini (Milano) |

|                   |           |  |
| Spelta 44’ (aut.) | Marcatori |  |

| Arbitro: | Genel (Trieste) |

|                   |           |  |
| Di Cristofaro 49’ | Marcatori |  |

| Arbitro: | Fiduccia (Marsala) |

|                                  |           |                   |
| Colautti 37’ Lombardo 73’ (rig.) | Marcatori | 82’ (rig.) Nicolè |

| Arbitro: | Gussoni (Tradate) |

|                                      |           |  |
| Mencacci 45’ Dori 56’ Mazzola II 85’ | Marcatori |  |

| Arbitro: | Nobilia (Civitavecchia) |

|                               |           |  |
| Soncini 54’ Pasquina 62’, 87’ | Marcatori |  |

| Arbitro: | Frullini (Pontedera) |

|             |           |  |
| Morelli 90’ | Marcatori |  |

| Alessandria 8 maggio 1966 32ª giornata | Alessandria       | 0 – 0 | Padova | Stadio Giuseppe Moccagatta\| Arbitro: \| Orlando (Bergamo) \| |
| Arbitro:                               | Orlando (Bergamo) |       |        |                                                               |

| Arbitro: | Carminati (Milano) |

|  |           |                  |
|  | Marcatori | 31’ Dalle Vedove |

| Alessandria 22 maggio 1966 34ª giornata | Alessandria    | 0 – 0 | Lecco | Stadio Giuseppe Moccagatta\| Arbitro: \| Pieroni (Roma) \| |
| Arbitro:                                | Pieroni (Roma) |       |       |                                                            |

| Arbitro: | Piantoni (Terni) |

|                   |           |                     |
| Pasquina 14’, 40’ | Marcatori | 25’ (aut.) Lojacono |

| Arbitro: | Acernese (Roma) |

|                         |           |                                             |
| Tomiet 32’ Scaratti 65’ | Marcatori | 21’ Nicole 53’ Pasquina 71’ (rig.) Lojacono |

| Arbitro: | D'Agostini (Roma) |

|                          |           |  |
| Trinchero 14’ Oldani 79’ | Marcatori |  |

| Arbitro: | Di Tonno (Lecce) |

|                                 |           |              |
| Sartore 8’ Duvina 18’ Baffi 33’ | Marcatori | 73’ Pasquina |

### Coppa Italia

#### Primo turno
| Arbitro: | Marengo (Chiavari) |

|             |           |                            |
| Bettini 52’ | Marcatori | 27’, 58’ Renna 37’ Ciccolo |

## Statistiche

### Statistiche di squadra
| Competizione | Punti | In casa | In casa | In casa | In casa | In casa | In casa | In trasferta | In trasferta | In trasferta | In trasferta | In trasferta | In trasferta | Totale | Totale | Totale | Totale | Totale | Totale | DR  |
| Competizione | Punti | G       | V       | N       | P       | Gf      | Gs      | G            | V            | N            | P            | Gf           | Gs           | G      | V      | N      | P      | Gf     | Gs     | DR  |
| ------------ | ----- | ------- | ------- | ------- | ------- | ------- | ------- | ------------ | ------------ | ------------ | ------------ | ------------ | ------------ | ------ | ------ | ------ | ------ | ------ | ------ | --- |
| Serie B      | 35    | 19      | 7       | 9       | 3       | 13      | 7       | 19           | 3            | 6            | 10           | 13           | 30           | 38     | 10     | 15     | 13     | 26     | 37     | -11 |
| Coppa Italia |       | 1       | 0       | 0       | 1       | 1       | 3       | -            | -            | -            | -            | -            | -            | 1      | 0      | 0      | 1      | 1      | 3      | -2  |
| Totale       | -     | 20      | 7       | 9       | 4       | 14      | 10      | 19           | 3            | 6            | 10           | 13           | 30           | 39     | 10     | 15     | 14     | 27     | 40     | -13 |

### Statistiche dei giocatori
| Giocatore        | Serie B  | Serie B | Serie B     | Serie B    | Coppa Italia | Coppa Italia | Coppa Italia | Coppa Italia | Totale   | Totale | Totale      | Totale     |
| Giocatore        | Presenze | Reti    | Ammonizioni | Espulsioni | Presenze     | Reti         | Ammonizioni  | Espulsioni   | Presenze | Reti   | Ammonizioni | Espulsioni |
| ---------------- | -------- | ------- | ----------- | ---------- | ------------ | ------------ | ------------ | ------------ | -------- | ------ | ----------- | ---------- |
| L. Bettini       | 5        | 2       | ?           | ?          | 1            | 1            | ?            | ?            | 6        | 3      | ?           | ?          |
| M. Bonfanti      | 7        | 1       | ?           | ?          | 1            | 0            | ?            | ?            | 8        | 1      | ?           | ?          |
| A. Centini       | 2        | -2      | ?           | ?          | 1            | -1           | ?            | ?            | 3        | -3     | ?           | ?          |
| S. Codognato     | 18       | 0       | ?           | ?          | 1            | 0            | ?            | ?            | 19       | 0      | ?           | ?          |
| G. Dalle Vedove  | 22       | 1       | ?           | ?          | -            | -            | -            | -            | 22       | 1      | 0+          | 0+         |
| C. Di Cristofaro | 25       | 1       | ?           | ?          | 1            | 0            | ?            | ?            | 26       | 1      | ?           | ?          |
| L. Eco           | 2        | 0       | ?           | ?          | -            | -            | -            | -            | 2        | 0      | 0+          | 0+         |
| C. Gori          | 26       | 0       | ?           | ?          | 1            | 0            | ?            | ?            | 27       | 0      | ?           | ?          |
| F. Gorrino       | 3        | 0       | ?           | ?          | -            | -            | -            | -            | 3        | 0      | 0+          | 0+         |
| G. Griffi        | 10       | 0       | ?           | ?          | -            | -            | -            | -            | 10       | 0      | 0+          | 0+         |
| G. Legnaro (I)   | 2        | 0       | ?           | ?          | -            | -            | -            | -            | 2        | 0      | 0+          | 0+         |
| F. Lojacono      | 23       | 4       | ?           | ?          | -            | -            | -            | -            | 23       | 4      | 0+          | 0+         |
| S. Maddè         | 8        | 0       | ?           | ?          | 1            | 0            | ?            | ?            | 9        | 0      | ?           | ?          |
| U. Marconato     | 4        | 0       | ?           | ?          | 1            | 0            | ?            | ?            | 5        | 0      | ?           | ?          |
| R. Melideo       | 23       | 0       | ?           | ?          | -            | -            | -            | -            | 23       | 0      | 0+          | 0+         |
| G. Migliavacca   | 22       | 0       | ?           | ?          | -            | -            | -            | -            | 22       | 0      | 0+          | 0+         |
| B. Nicolè        | 18       | 2       | ?           | ?          | -            | -            | -            | -            | 18       | 2      | 0+          | 0+         |
| N. Nobili        | 36       | -35     | ?           | ?          | 1            | -2           | ?            | ?            | 37       | -37    | ?           | ?          |
| T. Oldani        | 28       | 4       | ?           | ?          | 1            | 1            | ?            | ?            | 29       | 5      | ?           | ?          |
| M. Pasquina      | 24       | 7       | ?           | ?          | 1            | 0            | ?            | ?            | 25       | 7      | ?           | ?          |
| R. Ragonesi      | 22       | 0       | ?           | ?          | 1            | 0            | ?            | ?            | 23       | 0      | ?           | ?          |
| A. Rossi         | 13       | 0       | ?           | ?          | -            | -            | -            | -            | 13       | 0      | 0+          | 0+         |
| A. Soncini       | 25       | 1       | ?           | ?          | -            | -            | -            | -            | 25       | 1      | 0+          | 0+         |
| N. Stucchi       | -        | -       | -           | -          | 1            | 0            | ?            | ?            | 1        | 0      | 0+          | 0+         |
| C. Tagnin        | 28       | 0       | ?           | ?          | -            | -            | -            | -            | 28       | 0      | 0+          | 0+         |
| G. Trinchero     | 24       | 2       | ?           | ?          | -            | -            | -            | -            | 24       | 2      | 0+          | 0+         |